# クーデンホーフ＝カレルギー

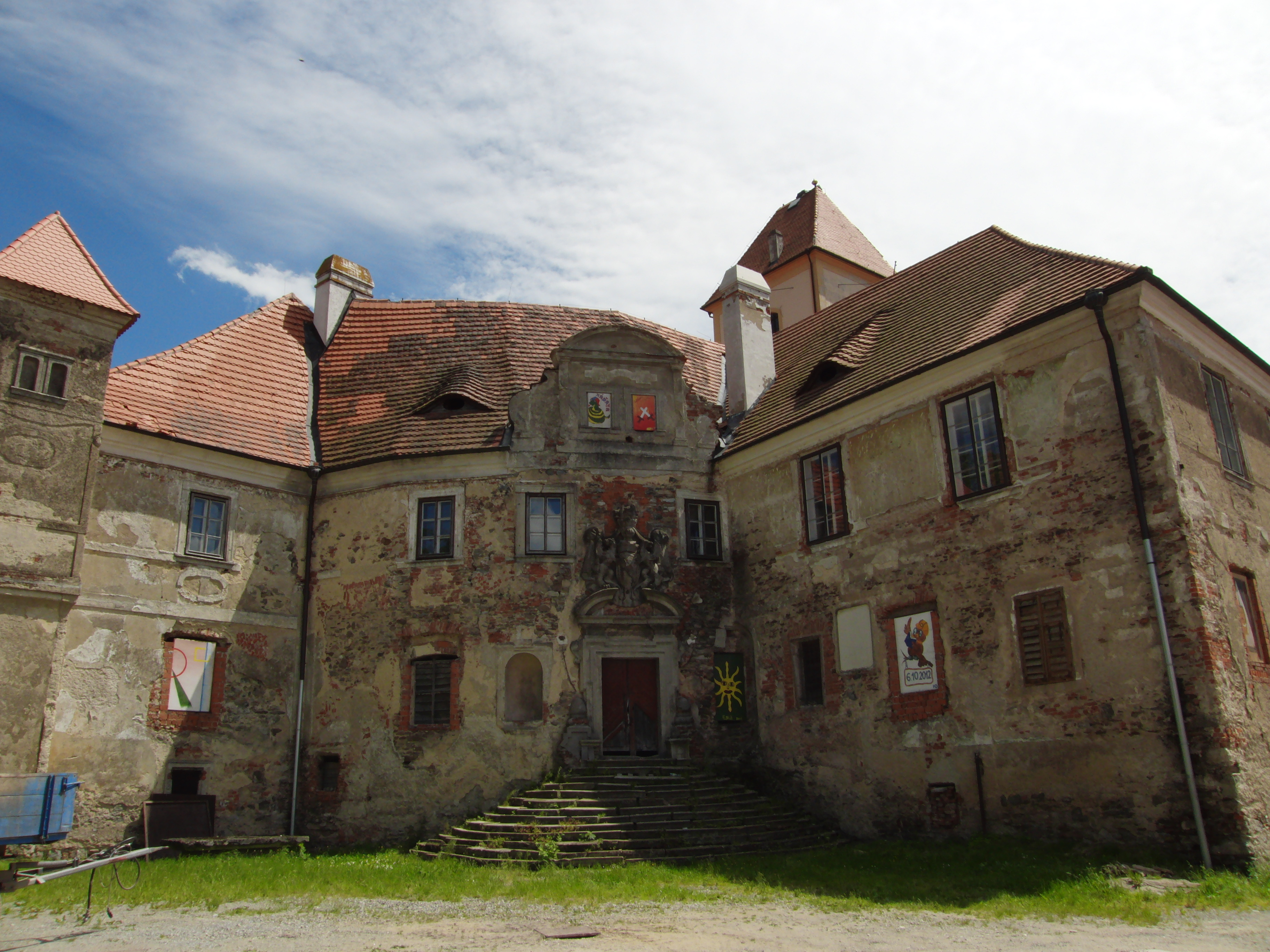
ロンスペルク城

クーデンホーフ＝カレルギー（ドイツ語: Coudenhove-Kalergi）は、ボヘミア貴族の一族。1903年よりこの複合姓（二重姓）を用いている。

## 歴史
クーデンホーフ家はブラバントのフランス系の貴族で十字軍にも参加したジェラール1世・ドゥ・クーダンノヴに遡り、その後八十年戦争の端緒となったネーデルラントの反乱をハプスブルク家の側について戦い、ハプスブルク家とクーダンノヴ（クーデンホーフ）家が共にその戦争によりオーストリアへ追いやられる以前にフランドルへ移動した。1790年以来帝国伯の称号を持つ。
カレルギス家は10世紀前後からのヨーロッパ最古級の貴族家系のひとつ。東ローマ帝国のニケフォロス・フォカスの末裔でクレタ島の一地域の領主になった。13世紀に「カロン」（καλόν：美しい）と「エルゴン」（ἔργον：行為）に由来するカレルギス（Καλλέργης）の姓を創始し、後にカレルギーに改めた。
クーデンホーフ家のフランツ・カール・クーデンホーフ伯爵はカレルギー家のマリー・カレルギーと1857年6月27日にパリで結婚した。やがてケルンテンの山脈のツァマト(Zamato) の屋敷とオッテンスハイムの城とロンスペルク（Ronsperg）の屋敷と城を含む両家の領地は合わさった。フランツ・カールとマリーは6人の子を儲けた。長男ハインリヒは日本で青山みつ（光子）と1892年に結婚し、東京で子供が2人誕生した。1896年にハインリヒは妻子とともにオーストリア＝ハンガリーへ帰国し、後に子供が5人誕生し、合わせて7人の子をロンスペルク城で育てた。ハインリヒは両親死後の1903年に、母方のカレルギー姓を加えて最初のクーデンホーフ＝カレルギー伯爵（複合姓を使った最初の伯）になった。ハインリヒの次男は欧州連合（EU）の礎を築いたリヒャルト・クーデンホーフ＝カレルギー（栄次郎）である。

## 人物一覧

### クーデンホーフ家
- ジェラール1世・ドゥ・クーダンノヴ(Gerald I de Coudenhove)（? - 1259年） - フランス系貴族。
- マクシミリアン・クーデンホーフ（ドイツ語版）（1805年 - 1889年） - オーストリアの皇帝選抜兵隊長中尉（ドイツ語版）。
- フランツ・カール・クーデンホーフ（ドイツ語版）（1825年 - 1893年） - オーストリアの政治家で地主。マクシミリアンの従弟。マリー・カレルギーと結婚。ハインリヒを含む6人の子の父。
- カール・マリア・クーデンホーフ（チェコ語版）（1855年 - 1913年） - オーストリアの経営法学者。マクシミリアンの甥。
- マックス・クーデンホーフ（ドイツ語版）（1865年 - 1928年） - オーストリアの外交官。カール・マリアの弟。

### カレルギス家
- デミトリオス・カレルギス（英語版）（1803年 - 1867年） - ギリシャの政治家。
- ヤン・カレルギス(Jan Kalergis)（? - 1863年） - マリー・ネッセルローデと結婚。
- マリア・カレルギス（1822年 - 1874年） - ポーランドのピアニスト。旧名はマリー・ネッセルローデ（Marie Nesselrode）。ヤン・カレルギスと結婚。
  - マリー・カレルギー（1840年 - 1877年） - ヤンとマリアの娘。フランツ・カール・クーデンホーフと結婚。ハインリヒを含む6人の子の母。

### クーデンホーフ＝カレルギー家
- ハインリヒ・クーデンホーフ＝カレルギー（1859年 - 1906年） - フランツ・カールとマリーの長男。1892年に青山みつと結婚。初代クーデンホーフ＝カレルギー伯爵。
- クーデンホーフ＝カレルギー・光子（1874年 - 1941年） - 旧名は青山みつ。青山喜八と津禰（つね）の三女。親戚に青山二郎。ハインリヒと結婚。夫を引き継いでクーデンホーフ＝カレルギー伯爵家第2代当主となる。
  - ヨハン・エヴァンゲリスト・クーデンホーフ＝カレルギー（ドイツ語版）（光太郎）（1893年 - 1965年） - ハインリヒと光子の長男。東京生まれ。チェコ語でヨハンの名前（「JOANNES」）と肖像と刻印されたコインが1917年に発行され、将来ヨハンが領主になることを暗示（「ロンスペルク、ストッカウ（ドイツ語版）、ディアナホーフ（ドイツ語版）の領主」と刻印されている[3]）しており、後に領主になった[4]。クーデンホーフ＝カレルギー伯爵家第3代当主。裕福なユダヤ人実業家の娘で女性飛行家のリリー・シュタインシュナイダーと結婚し一女をもうけたが、66歳で離婚し、69歳でドイツ人の女優と再婚[5]、その2年後にドイツのレーゲンスブルクで没[6]。変わり者としても知られ、自宅に自分の像を模した暖炉を取り付けたり[7]、「チェンティグローリア公爵（Duca di Centigloria）」のペンネームでスキャンダラスな本も執筆した[8]。
    - マリナ・カレルギ( Marie-Electa Thekla Elisabeth Christine Helene Sophie Coudenhove-Kalergi von Ronspergheim)(1927年-2000年) - ヨハンと前妻リリーとの一人娘。プラハ生まれ。1954年にアメリカ合衆国生まれの写真家[9]とアリゾナ州フェニックスで結婚し[10]、離婚後、1956年に渡米し、身分を隠しマリナ・カレルギと名乗ってロサンゼルスの石油会社ユニオン・オイル（現・ユノカル）のOLとして勤務したのち、南カリフォルニア大学の教授で弁護士の秘書として暮らした[11]。1960年代末にアメリカの市民権取得。癌により亡くなったのち、銀行の貸金庫から豪華な宝石のアクセサリーセットが見つかり、サザビーズが調査した結果、1820年代にオーストリア王妃ヘンリエッテ・アレクサンドリーネ・フォン・ナッサウ＝ヴァイルブルクのためにハプスブルク家お抱え宮廷宝石商が制作したもので[12]、オーストリア王家のイザベラ・フォン・エスターライヒ (1888-1973)が所有していたものを1937年にマリナの父ヨハンが購入したものと判明した[13][14]。宝石は2001年にオークションにかけられ約40万ドルでニューヨークの宝飾店Fred Leightonが落札した。渡米後は独身で子供はなく、宝石の落札金やロスの自宅を含む財産は友人らが相続した[11]。

  - リヒャルト・クーデンホーフ＝カレルギー（栄次郎）（1894年 - 1972年） - ハインリヒと光子の次男。オーストリアの作家、政治家。国際汎ヨーロッパ連合の創設者。ヨーロッパをユーロ、EUに導いた1人。
  - ゲロルフ・クーデンホーフ＝カレルギー（ドイツ語版）（1896年 - 1978年） - ハインリヒと光子の三男[15]。オーストリアのジャーナリスト。7人の兄弟姉妹で唯一、貴族と結婚した[1]。妻はオーストリア＝ハンガリー帝国の貴族Pálffy ab Erdöd家出身のSophie Marie[16]。
    - ハンス・ハインリヒ・クーデンホーフ＝カレルギー(Hans Heinrich Coudenhove-Kalergi)（1926年 - 2004年） - ゲロルフの長男。プラハで生まれる。コーネリア・カーター・ロバーツ（Cornelia Carter Roberts、1936年ワシントン生まれ）と1969年に結婚。ロンドンで死没。
      - ソフィア・ボウイ・マリー・クーデンホーフ＝カレルギー(Sophia Bowie Marie Coudenhove-Kalergi)（1970年 - ） - ロンドンで生まれる。2000年にジェレミー・ワインバーグと結婚。
      - ドミニク・コルネリウス・ヴァレンティン・ゲロルフ・オイゲン・クーデンホーフ＝カレルギー(Dominik Cornelius Valentin Gerolf Eugene Coudenhove-Kalergi)（1973年 - ） - ロンドンで生まれる。政治家ヴィンツェンツ・リヒテンシュタインの娘アーデルハイト（1981年ウィーン生まれ、オーストリア皇帝カール1世の曾孫）と2009年に結婚。

    - カール・ヤコブ・マリア(Karl Jakob Maria)（1928年 - ） - ゲロルフの次男。
    - バルバラ・クーデンホーフ＝カレルギー（英語版）（1932年 - ） - ゲロルフの長女。オーストリア放送協会のチェコ特派員を務めていたジャーナリスト。著書に自叙伝『Zuhause ist ueberall』[17]。
    - ミヒャエル・クーデンホーフ＝カレルギー（1937年 - 2018年） - 画家[18]、ゲロルフの三男。

  - エリーザベト(Elisabeth Maria Anna)（1898年 - 1936年） - ハインリヒと光子の長女。オーストリアの独裁者エンゲルベルト・ドルフース首相の秘書。
  - オルガ(Olga Marietta Henriette Maria)（1900年 - 1976年） - ハインリヒと光子の次女。
  - イーダ・フリーデリケ・ゲレス（英語版）（1901年 - 1971年） - ハインリヒと光子の三女（第6子）。クーデンホーフ＝カレルギーの帝国女伯。カトリックの教会史を学んだのち、ベルリン出身のドイツ人エンジニアCarl Josef Görresと結婚。キリスト教の聖人に関する著作を多くものし、とくにリジューのテレーズ研究書で知られる[19]。フランクフルトで没。葬儀には、教皇になる前のベネディクト16世 (ローマ教皇)も参列した。
  - カール・ハインリヒ・クーデンホーフ＝カレルギー(光、Karl Heinrich Coudenhove-Kalergi)（1903年 - 1987年） - ハインリヒと光子の四男（第7子、末子）。ウィーン出身の女性Anita Karola Neuderと結婚。
- フリードリヒ・クーデンホーフ＝カレルギー(Friedrich Coudenhove-Kalergi)（1861年 - 1882年） - フランツ・カールとマリーの次男。
- ヨハン・ドミニク・マリア・クーデンホーフ＝カレルギー(Johann Dominik Maria Coudenhove-Kalergi)（1863年 - 1925年） - フランツ・カールとマリーの三男。
- マリア・テクラ・ヴァルブルガ・フランツィスカ・クーデンホーフ＝カレルギー(Maria Thekla Walburga Franzisca Coudenhove-Kalergi)（1865年 - 1933年） - フランツ・カールとマリーの長女。
- リヒャルト・ヨーゼフ・フランツ・マリア・クーデンホーフ＝カレルギー(Richard Joseph Franz Maria Coudenhove-Kalergi)（1867年 - 1934年） - フランツ・カールとマリーの四男。
- マリエッタ・アンナ・ゾフィー・ヴィクトリエ・クーデンホーフ＝カレルギー(Marietta Anna Sophie Viktorie Coudenhove-Kalergi)（1874年 - 1938年） - フランツ・カールとマリーの次女。